# 真岡バイパス (国道294号)
真岡バイパス（もおかバイパス）は、栃木県真岡市内を通る国道294号のバイパスである。

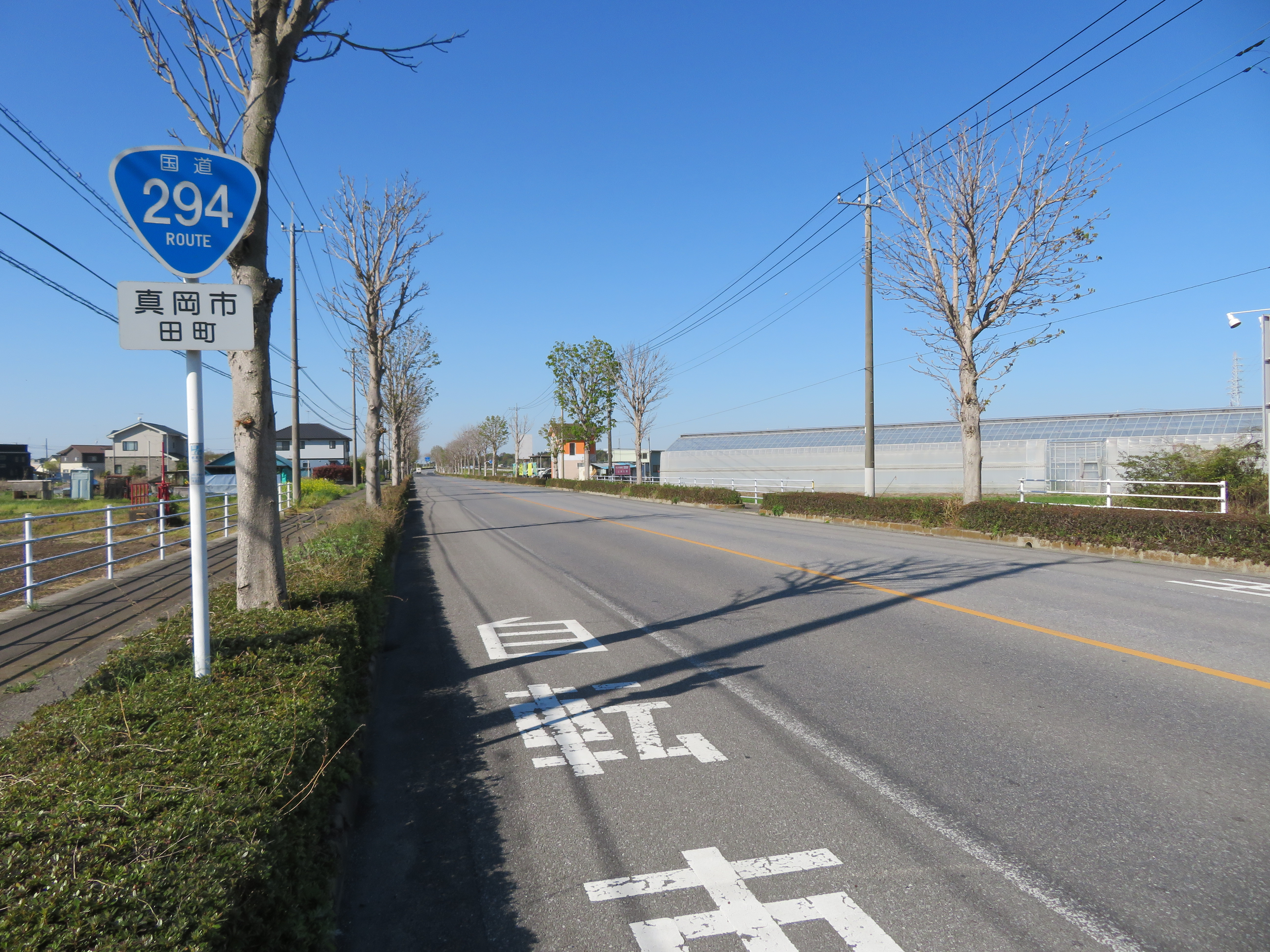
栃木県真岡市田町付近

真岡市街地を通っていた旧道は、真岡市街地の人口増加に伴い朝夕に渋滞を起こしやすかった上に、右左折が多く通過ドライバーにとってはルートを見失うなど交通の隘路となっていた。また、栃木県立真岡女子高等学校や芳賀赤十字病院の横を通る一部区間は狭隘で、歩道が整備されておらず、安全面に問題があった。
このような交通状況の解消・地域開発・社会の活性化に伴う交通需要に対処し、広域交通網の強化に役立てることを目的として計画されたのが当バイパスであり、真岡市中心部の東側を通過している。最近ではロードサイド店舗が多数出店しており、渋滞が激しくなることがある。
1978年に事業着手、用地買収などで周辺住民との交渉が難航したが、1988年11月8日に全線開通した。
なお、旧道は真岡市道、茨城県道・栃木県道45号つくば真岡線の一部、栃木県道47号真岡上三川線の一部、栃木県道257号西小塙真岡線の一部および栃木県道61号真岡烏山線の一部に降格となった。

## 概要
- 起点：栃木県真岡市八木岡（真岡バイパス南交差点）
- 終点：栃木県真岡市東郷（東郷西交差点）
- 車線数：暫定片側1車線
- 総距離：4.2km
- 幅員：18m（用地幅員は将来の4車線化を見込んで22m確保）
- 総事業費：29.4億円

車道部は3.25m、歩道は両側に2mずつ設置されている。車道両側には栃木県木であるトチノキ、モミ、サツキ、ツツジなどが植樹されている。

## 沿革
- 1978年：事業着手
- 1983年12月22日：田町南交差点（栃木県道・茨城県道45号交点） - 御前交差点（栃木県道257号交点）間1.2kmが開通
- 1987年11月：起点 - 田町南交差点間1.4kmが開通
- 1988年11月8日：御前交差点 - 終点間1.6kmが開通、全線開通

## 交差する道路
- 栃木県道45号つくば真岡線
- 栃木県道119号真岡岩瀬線
- 栃木県道257号西小塙真岡線
- 栃木県道61号真岡烏山線

## 沿線施設
- 真岡市立図書館
- 真岡警察署
- 真岡消防署
- 真岡市立真岡東中学校

## バイパスの位置関係
常総バイパス - 二宮バイパス - 八木岡バイパス - 真岡バイパス
つくばみらい市から50km以上北進を続いてきたバイパス道路はこれにて終了となり、当バイパス以北は昔ながらの道路になる。